# Vikbolandet
Vikbolandet là một bán đảo lớn ở phía đông thành phố Norrköping ở Östergötland, Thụy Điển. Khu vực này được giới hạn bởi Bråviken ở phía bắc, Slätbaken ở phía nam và biển Baltic ở phía đông. Khu dân cư lớn nhất là Östra Husby với dân số 868 người, tiếp theo là Ljunga (751 người) và Arkösund (172 người) (số liệu dân số tính đến năm 2015) trên bờ biển Baltic ở cực đông bán đảo.
Khu vực phía tây (về phía thành phố Norrköping) chủ yếu là đất nông nghiệp bằng phẳng trong khi các khu vực phía đông chủ yếu là cây cối với đất canh tác xen kẽ. Phà chạy qua Bråviken về phía bắc đến Kolmården và phía nam qua Slätbaken.
Cuộc điều tra dân số năm 2006 cho biết toàn khu vực có dân số 6.751 người.